# Сат, Кристина Валерьевна
Кристина Валерьевна Сат (род. 11 июня 1990) — российская спортсменка, бронзовый призёр чемпионата России по вольной борьбе, кандидат в мастера спорта России.

## Спортивные результаты
- Чемпионат России по женской борьбе 2008 года — ;